# 1991: The Year Punk Broke
1991: The Year Punk Broke är en dokumentärfilm från 1992 regisserad av Dave Markey.

## Handling
En dokumentär om livet på resande fot med Sonic Youth och Nirvana under deras turné i Europa under slutet av 1991. Innehåller även liveuppträdanden med Dinosaur Jr, Babes In Toyland, The Ramones och Gumball.

## Om filmen
Filmen är inspelad i Tyskland och visades första gången den 20 november 1992 i New York.

## Medverkande
- Mark Arm
- Babes In Toyland
- Lori Barbero
- Kat Bjelland
- Nic Close
- Kurt Cobain
- Joe Cole
- Dinosaur Jr.
- Don Fleming
- Kim Gordon
- Dave Grohl
- Mike Johnson
- Dave Kendall
- Michelle Leon
- Courtney Love
- Matt Lukin
- Dave Markey
- J. Mascis
- Craig Montgomery
- Thurston Moore
- Bob Mould
- Mudhoney
- Murph
- Nirvana
- Krist Novoselic
- Dan Peters
- Dee Dee Ramone
- Joey Ramone
- Johnny Ramone
- Marky Ramone
- The Ramones
- Lee Ranaldo
- Susanne Sasic
- Steve Shelley
- Jay Spiegel
- Peter Vanderbilde
- Eric Vermillion
- Sonic Youth